# サムライ債
サムライ債（サムライさい、Samurai bond）は外国債券（外債）の一種であり、日本に居住していない海外の発行体（国際機関、外国政府・政府関係機関、外国民間企業）が、日本国内市場で募集（公募）・発行する円建て債券。日本を連想する言葉として「サムライ」の名があてられており、正式には円建外債という（※ただしより厳密には、広義の円建外債には、サムライ債には含まれない、例えば中国企業が米国内で募集するような債券も含むため、1対1の関係ではない）。発行時に日本円で払い込み、利払い・償還金も日本円で支払われるのが一般的だが、利払いを外貨にするエイバース・デュアル債、償還金を外貨にする順デュアル債などもある。日本法を準拠法とし、金融商品取引法に則って開示書類を作成し、原則として債券管理会社を設置する。

## 概要
サムライ債の発行者側から見た利点としては、日本市場の規模の大きさからして巨額の資金を比較的低利で調達できる点、資金調達手段を多様化できる点があるが、欠点として日本市場特有の流動性の低さなどがある。日本国内の投資家側から見た利点としては、円建てであることから為替リスクが無い点、日本国債や日本企業の社債に比べて金利が高い点があるが、欠点として発行主体が海外にあるため信用リスクを評価しづらい点がある。
最初のサムライ債は、1970年12月にアジア開発銀行が発行した60億円の債券であり、その背景には国際収支の黒字拡大と外貨準備の急増があった。当初は国際機関や政府機関などの公的機関によるストレートボンドのみだったが、1979年からは民間企業による起債が始まり、1996年には発行体の格付規制が撤廃されて途上国からの起債が活発化するなど、発行体や商品性の多様化が進んでいる。2001年にはアルゼンチン政府が起債したサムライ債が事実上デフォルトとなり、リスクの高さが改めて浮き彫りになった。